# Color TV-Game
 (octobre 2020).
Si vous disposez d'ouvrages ou d'articles de référence ou si vous connaissez des sites web de qualité traitant du thème abordé ici, merci de compléter l'article en donnant les références utiles à sa vérifiabilité et en les liant à la section « Notes et références ».
Les Color TV-Game (カラー テレビゲーム, Karā Terebi Gēmu, Color TV Game) sont les premières consoles de salon de Nintendo,. Il en existe cinq versions, sorties uniquement au Japon.
La première version sort le 1er juin 1977 sous le nom de Color TV-Game 6 et au prix de 9 800 ¥ (actuellement 66,45 €). Nintendo souhaitait concevoir et construire la console de « A à Z », mais étant donné le coût trop important de la fabrication des microprocesseurs, c'est finalement Mitsubishi qui fournira ces composants. Elle fonctionne à piles, et contient six versions d'un jeu proche de Pong, nommé Light Tennis. Les joueurs commandent leurs palettes à l'écran avec des molettes fixées directement à la machine.
Le même mois, Nintendo lance la Color TV-Game 15 pour 18 000 ¥ (122,06 €). Avec deux manettes dorénavant câblées, un adaptateur secteur et quinze versions légèrement différentes de Light Tennis, ainsi qu'un processeur plus puissant que son prédécesseur.
En juin 1978, Nintendo lance la Color TV Game Racing 112 pour 12 500 ¥ (84,76 €). Elle contient une dizaine de jeux vidéo de course et dispose d'un volant et d'un levier de vitesses. Alternativement, deux manettes plus petites peuvent être utilisées pour le multijoueur.
En avril 1979 sort la Color TV Game Block Kuzushi, pour 13 500 ¥ (91,54 €), un jeu solo basé sur Breakout, le casse-briques à succès à l'époque. L'apparence de la console est l'un des premiers projets de Shigeru Miyamoto après avoir rejoint Nintendo en 1977.
La Computer TV Game, le dernier système sans cartouches de Nintendo, a été distribuée au Japon en 1980 pour 48 000 ¥ (325,49 €). C'est un portage du jeu d'arcade Computer Othello qui passa inaperçu en raison de la sortie des Game and Watch.

## Les consoles de première génération

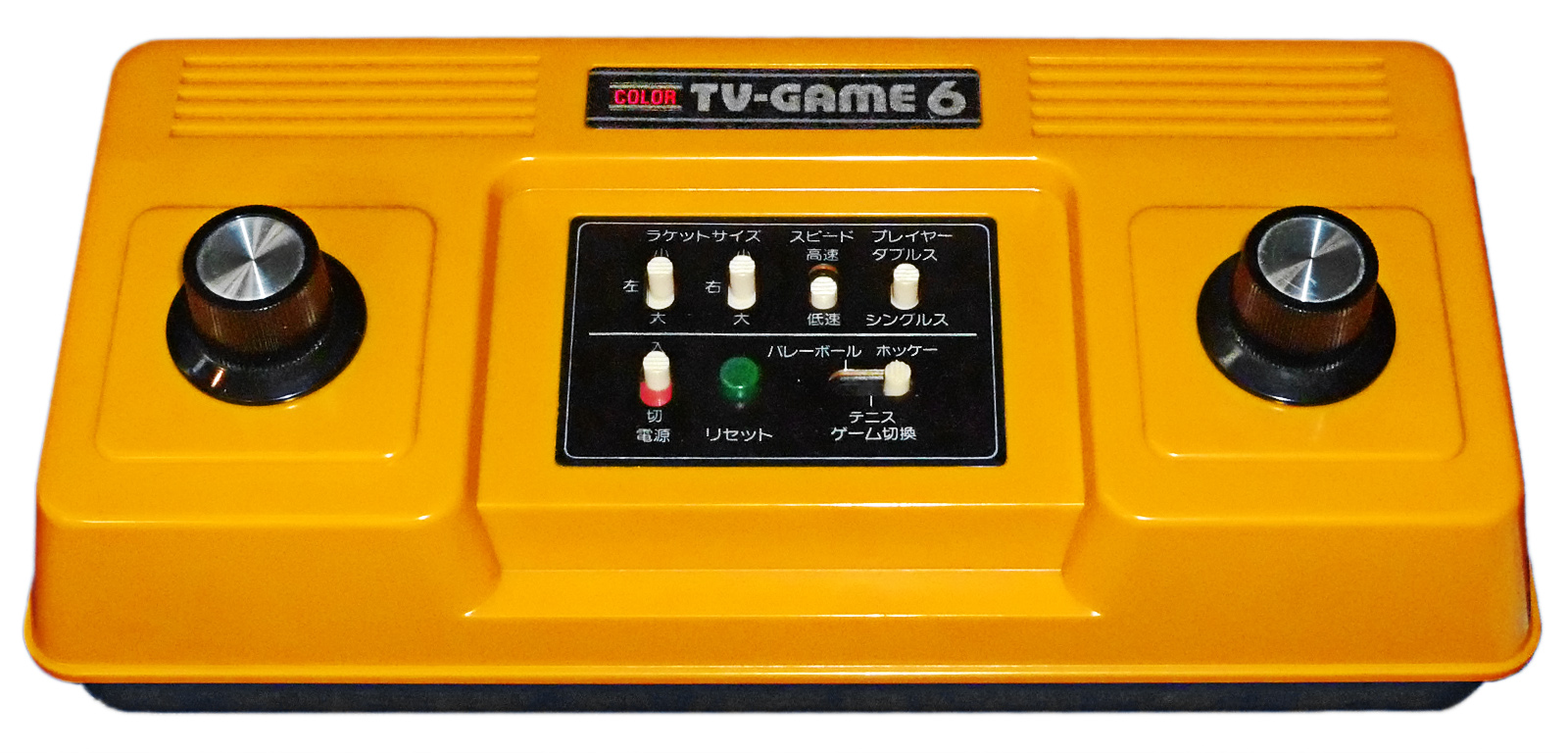
Color TV-Game 6 (model CTG-6V)
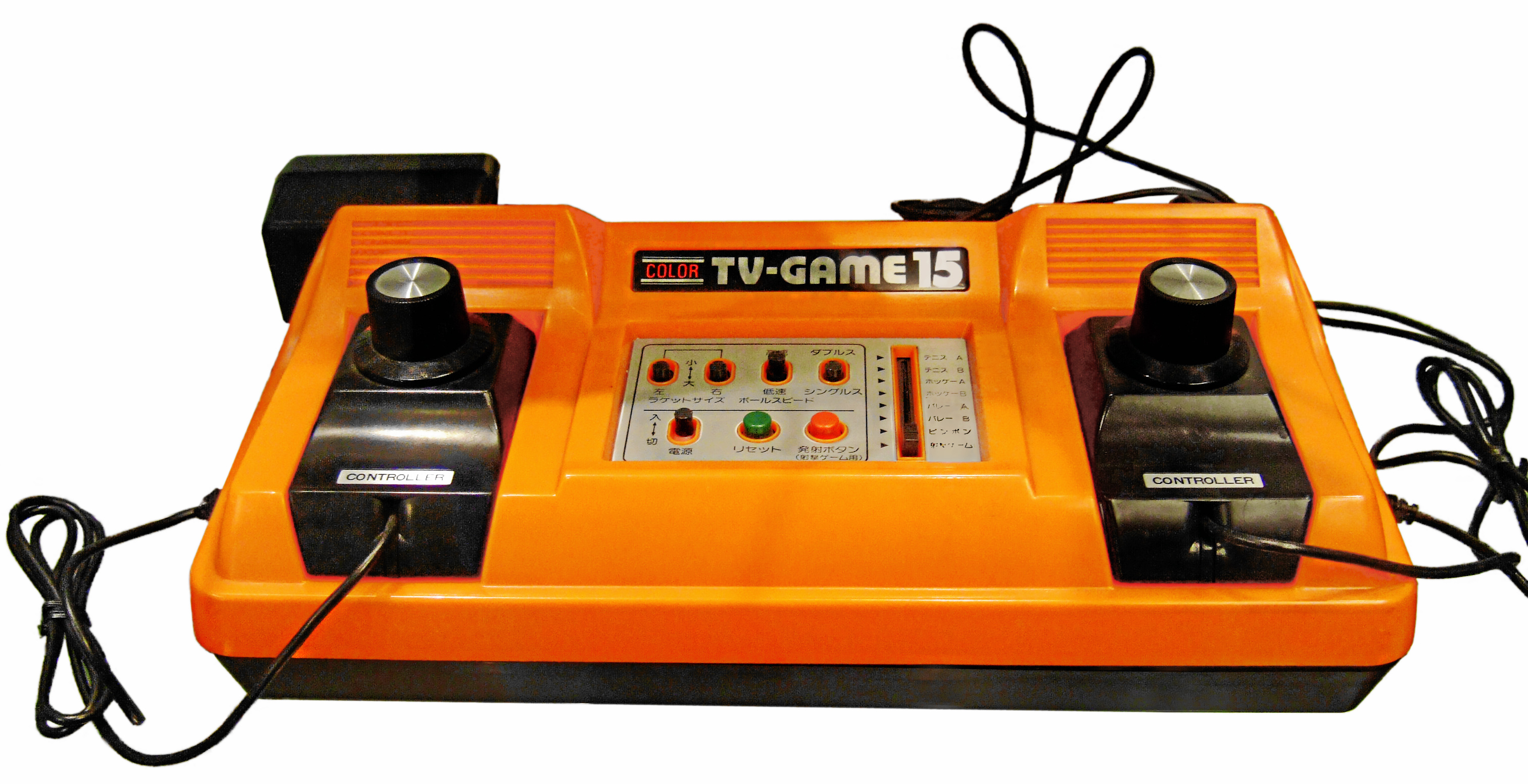
Color TV-Game 15 (model CTG-15S)
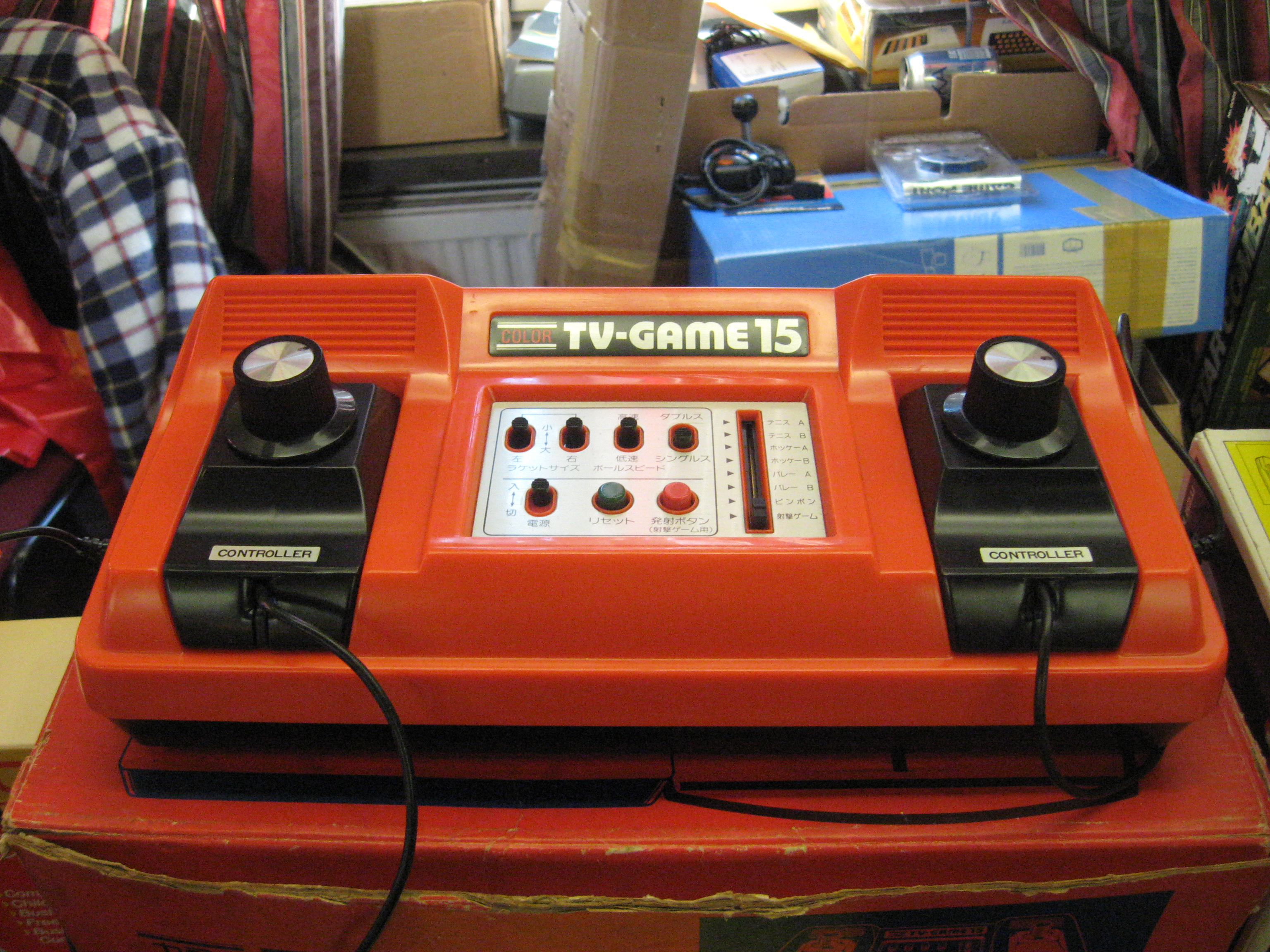
Color TV-Game 15 (model CTG-15V)
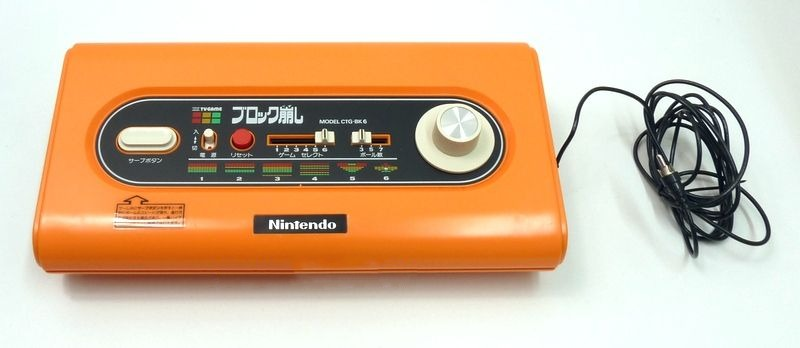
Color TV Game Block Kuzushi
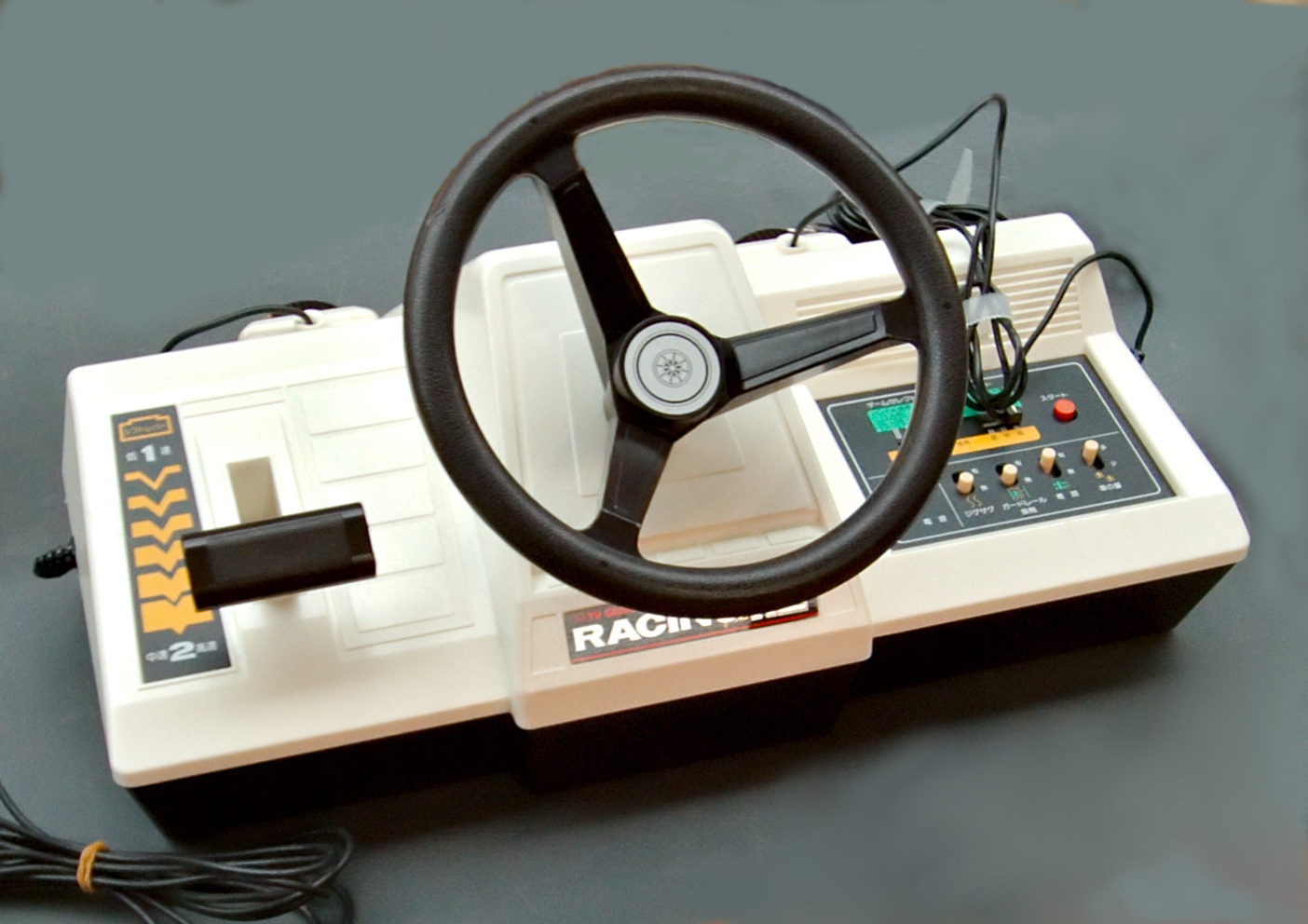
Color TV Racing 112 (model CTG-CR112)
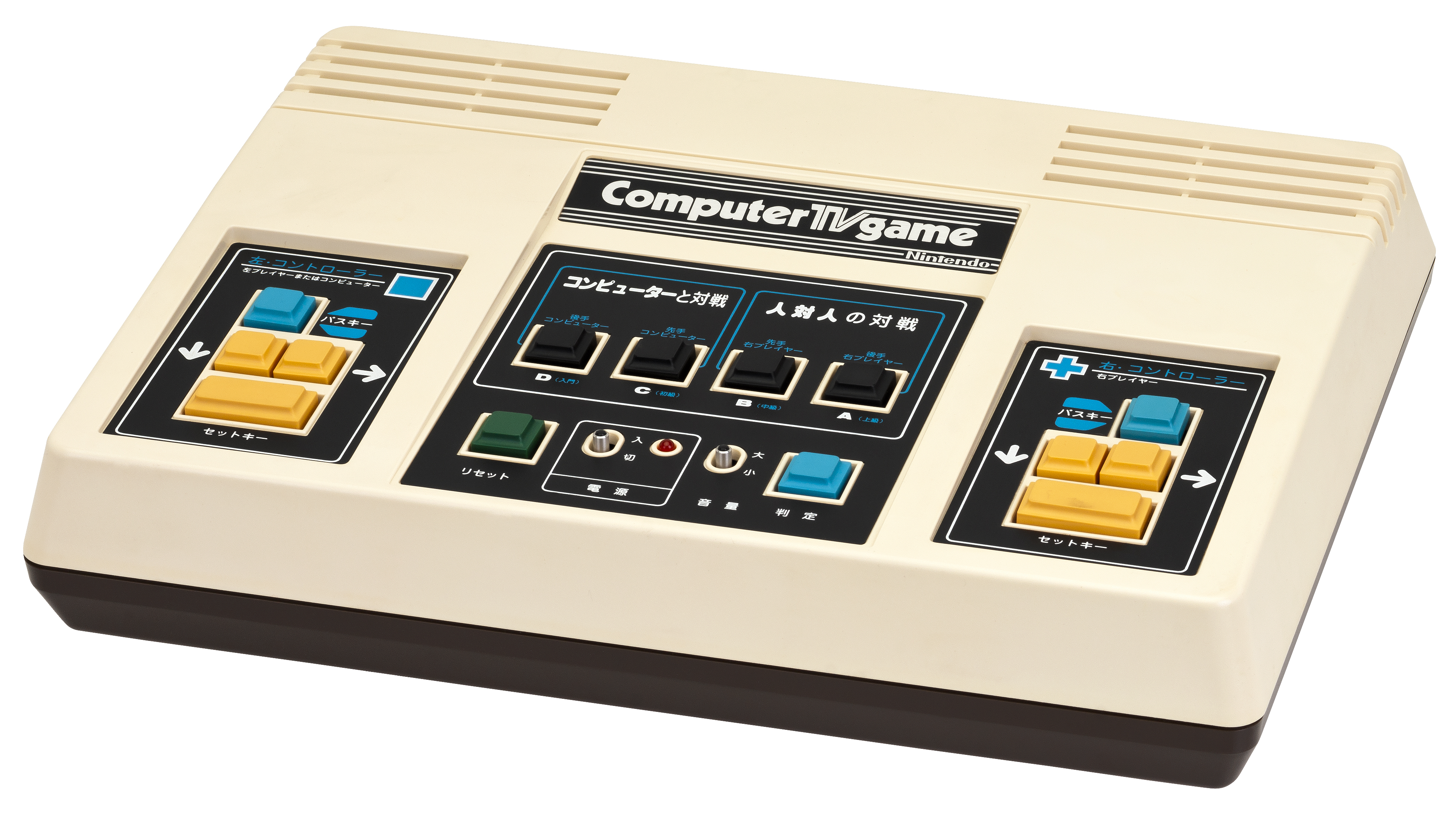
Computer TV Game

## Postérité
La Color TV-Game apparaît dans Super Smash Bros. for Nintendo 3DS / for Wii U et Super Smash Bros. Ultimate en trophée aide.